# Уильямс, Роджер (пианист)
Уильямс, Роджер (англ. Roger Williams; имя при рождении — Луис Джейкоб Верц (англ. Louis Jacob Weertz); 1 октября 1924, Омаха, Небраска — 8 октября 2011, Энсино, Калифорния) — американский пианист, исполнявший классическую музыку и традиционную поп-музыку, композитор и автор песен. Согласно некоторым источникам, один из самых продаваемых исполнителей фортепианной музыки в истории. Получил прозвище «президентский пианист» за то, что многократно выступал перед 9 президентами США — от Гарри Трумена до Джорджа Буша-младшего.

## Биография
Роджер Уильямс родился 1 октября 1924 года в Омахе, в семье Фредерика Верца (1891—1980), лютеранского священника, и Доротеи Вертц (1895—1985), скрипачки и учительницы музыки. Семья переехала в Де-Мойн, штат Айова, накануне его первого дня рождения. В возрасте трёх лет Роджер начал на слух подбирать фортепианные песни, в четыре года написал первую собственную композицию, а к восьми годам уже играл на 12 разных инструментах. Во время учёбы в школе был участником школьных оркестра и хора, а так же увлекался боксом. В возрасте 16 лет поступил в Университет Дрейка по специальности фортепиано, но вскоре был отчислен за исполнение джазовой композиции «Smoke Gets in Your Eyes» на репетициях. Во время Второй мировой войны ушёл служить на флот добровольцем, окончил программу обучения младших офицеров V-12, в тренировочном лагере которой выиграл соревнования по боксу в среднем весе среди военнослужащих. После демобилизации в конце 1945 года вернулся в Де-Мойн, где продолжил обучение игре на фортепиано, начал вести свои собственные радиопередачи на местном радио и стал организовывать свои первые концерты. В 1949 году получил степень бакалавра инженерных наук в Университете штата Айдахо, в 1950 году вернулся в Университет Дрейка, где получил степень магистра в области музыки. В 1952 году Роджер переехал в Нью-Йорк и поступил в Джульярдскую школу — одно из крупнейших американских высших учебных заведений в области искусства и музыки — где учился в том числе у Тедди Уилсона.
Живя в Нью-Йорке, Роджер выигрывает несколько известных шоу талантов. Дейв Капп, глава звукозаписывающей компании Kapp Records, впечатлился его выступлениями и предложил Роджеру записываться на его лейбле. Он же предложил взять псевдоним в честь основателя штата Род-Айленд, американского теолога Роджера Уильямса — считая, что такое имя «будет звучать хорошо в любом месте». В результате их сотрудничества в 1955 году выходит сингл «Autumn Leaves» — авторская версия популярной французской джазовой песни. Сингл сразу же становится крайне популярным, на протяжении 4 недель занимая 1 номер в чартах Billboard и оставаясь 15 недель в списках бестселлеров, а продажи сингла составили более 2 миллионов копий. Согласно Billboard, этот сингл до сих пор остаётся самой продаваемой фортепианной композицией в США.
После этого успеха Роджер выпустил несколько альбомов, которые включали как оригинальные произведения, так и каверы на композиции других авторов. В 1960 году в его честь открывается именная звезда на «Аллее славы» Голливуда. Известность получают его версии саундтреков к фильмам 1960-х годов: в топ-100 Billboard попадают кавер на композицию «Born wild» из фильма «Рождённая бежать» и запись «Темы Лары» из фильма «Доктор Живаго» (7-е место в чартах). В 1970-х и 80-х годах Роджер продолжает сотрудничать с кинематографистами, записывает несколько саунтдреков к фильмам и продолжает активно выпускать альбомы. За свою жизнь Уильямс записал 117 альбомов, из которых 21 стал золотым или платиновым.
В 1996 году Роджер Уильямс стал первым музыкантом, удостоившимся премии «Steinway Lifetime Achievement Award», учрежденной компанией Steinway. В расках празднования своего 75-летия, Уильямс отыграл 12-часовой фортепианный марафон, а на своё 80-летие, в 2004 году, побил собственный рекорд, продолжая играть 13,5 часов. К 80-летнему юбилею Уильямса так же был приурочен выпуск специальной лимитированной серии именных роялей Steinway с позолотой — «Roger Williams Limited Edition Gold Piano». Роджер Уильямс продолжал активную концертную деятельность и далее, издав в 2000-х ещё два альбома. В начале 2011 года ему был поставлен диагноз рак поджелудочной железы. Последний концерт состоялся 20 марта 2011 года. Несмотря на лечение и химиотерапию, Роджер Уильямс скончался в своём доме в Энсино 8 октября 2011 года, через неделю после 87-го дня рождения. Похоронен в мавзолее Хрустального собора, в котором он играл на протяжении более чем 35 лет.

## Личная жизнь
Был дважды женат. От первой жены Джой Дансмур — трое детей и пятеро внуков, жизнь которых, по словам музыканта, не связана с музыкой. Широко известен своими многочисленными выступлениями для президентов в Белом доме и дружескими отношениями с ними. В частности, Уильямс хорошо общался с Рональдом Рейганом на протяжении более чем 60 лет, с Джимми Картером несколько раз организовывал общие празднования юбилеев, а Ричард Никсон рассказывал в автобиографической книге «На арене», что Уильямс был одним из немногих, кто поддерживал его в дни после Уотергейтского скандала.

## Синглы
| Год  | Название                                        | Позиция в чартах | Позиция в чартах | Позиция в чартах |
| Год  | Название                                        | US               | CB               | US — AC          |
| ---- | ----------------------------------------------- | ---------------- | ---------------- | ---------------- |
| 1955 | «Autumn Leaves»                                 | 1                | 1                |                  |
| 1955 | «Wanting You»                                   | 38               | 41               |                  |
| 1956 | «La Mer (Beyond the Sea)»                       | 37               | 42               |                  |
| 1956 | «Hi-lili Hi-lo»                                 | 85               | 41               |                  |
| 1956 | «Tumbling Tumbleweeds»                          | 60               | 34               |                  |
| 1956 | «Two Different Worlds» совместно с Джейн Морган | 41               | 22               |                  |
| 1956 | «Anastasia»                                     |                  |                  |                  |
| 1957 | «Almost Paradise»                               | 15               | 16               |                  |
| 1957 | «Moonlight Love»                                |                  | 54               |                  |
| 1957 | «Till»                                          | 22               | 24               |                  |
| 1958 | «Arrivederci, Roma»                             | 55               | 32               |                  |
| 1958 | «Young Warm and Wonderful»                      |                  | 31               |                  |
| 1958 | «Near You»                                      | 10               | 12               |                  |
| 1958 | «The World Outside»                             | 71               | 25               |                  |
| 1959 | «Hark! The Herald Angels Sing»                  |                  |                  |                  |
| 1959 | «Winter Wonderland»                             |                  |                  |                  |
| 1959 | «Dearer Than Dear»                              |                  |                  |                  |
| 1959 | «Mockin' Bird Hill»                             |                  |                  |                  |
| 1959 | «Sunrise Serenade»                              | 106              | 119              |                  |
| 1960 | «La Montana»                                    | 98               | 62               |                  |
| 1960 | «Riviera Concerto»                              |                  |                  |                  |
| 1960 | «Temptation»                                    | 56               | 72               |                  |
| 1961 | «Marie, Marie»                                  |                  | 108              |                  |
| 1961 | «A Lover’s Symphony»                            |                  |                  |                  |
| 1961 | «Yellow Bird»                                   |                  |                  |                  |
| 1961 | «Clair De Lune (Moonlight Love)»                |                  |                  |                  |
| 1961 | «Maria»                                         | 48               | 40               | 11               |
| 1961 | «Santa Claus-Santa Claus»                       |                  |                  |                  |
| 1962 | «Intermezzo»                                    |                  |                  |                  |
| 1962 | «Amor»                                          | 88               | 89               | 16               |
| 1962 | «On Top of Old Smokey»                          |                  |                  |                  |
| 1962 | «Niagara Theme»                                 |                  |                  |                  |
| 1962 | «Theme From 'Mutiny on the Bounty'»             |                  |                  |                  |
| 1963 | «Cold, Cold Heart»                              |                  |                  |                  |
| 1963 | «Theme From 'Ben Casey'»                        |                  |                  |                  |
| 1963 | «On the Trail»                                  | 113              | 140              |                  |
| 1963 | «Janie Is Her Name»                             |                  | 118              |                  |
| 1963 | «Look Again»                                    |                  | 127              |                  |
| 1963 | «Theme from 'The Cardinal'»                     | 109              | 120              |                  |
| 1964 | «Felicia»                                       |                  |                  |                  |
| 1964 | «This Is My Prayer»                             |                  |                  |                  |
| 1964 | «Whistl’n»                                      |                  | 140              |                  |
| 1965 | «Vaya con Dios»                                 |                  |                  |                  |
| 1965 | «High Noon»                                     |                  |                  |                  |
| 1965 | «Try to Remember»                               | 97               | 97               |                  |
| 1965 | «Summer Wind»                                   | 109              | 97               | 20               |
| 1965 | «Autumn Leaves '65»                             | 92               | 110              | 10               |
| 1966 | «Lara's Theme»                                  | 65               | 90               | 5                |
| 1966 | «Born Free»                                     | 7                | 7                | 1                |
| 1967 | «Sunrise, Sunset»                               | 84               | 65               | 5                |
| 1967 | «Love Me Forever»                               | 60               | 63               | 3                |
| 1967 | «More Than a Miracle»                           | 108              | 100              | 2                |
| 1968 | «The Spinning Song»                             |                  |                  |                  |
| 1968 | «The Impossible Dream»                          | 55               | 52               | 5                |
| 1968 | «If You Go»                                     |                  |                  | 37               |
| 1968 | «Only for Lovers»                               | 119              | 123              | 31               |
| 1969 | «Love Theme From 'La Strada'»                   |                  | 122              |                  |
| 1969 | «White Christmas»                               |                  |                  |                  |
| 1969 | «Galveston»                                     | 99               | 99               | 21               |
| 1969 | «Fill the World with Love»                      |                  |                  |                  |
| 1970 | «Song From 'M*A*S*H' (Suicide Is Painless)»     |                  |                  |                  |
| 1970 | «Butterflies»                                   |                  |                  |                  |
| 1970 | «Ain't No Mountain High Enough»                 |                  |                  |                  |
| 1971 | «Theme From 'Love Story'»                       |                  |                  |                  |
| 1971 | «Theme from Summer of '42 (The Summer Knows)»   |                  | 118              |                  |
| 1971 | «How Can You Mend a Broken Heart»               |                  |                  |                  |
| 1972 | «Lady Sings The Blues»                          |                  |                  |                  |
| 1972 | «Love Theme from The Godfather»                 | 116              | 115              |                  |
| 1974 | «Theme From 'Murder on the Orient Express'»     |                  |                  |                  |
| 1975 | «Theme From 'Rollerball'»                       |                  |                  |                  |
| 1976 | «Cast Your Fate to the Wind»                    |                  |                  | 39               |
| 1977 | «Main Theme from King Kong»                     |                  |                  | 32               |
| 1977 | «Theme From 'Airport 77'»                       |                  |                  |                  |
| 1980 | «Somewhere in Time»                             |                  |                  |                  |